# Macedonia Centrale
La Macedonia Centrale (in greco Κεντρική Μακεδονία?), parte della regione storica della Macedonia, è una delle tredici regioni amministrative (in greco περιφέρειες?, periféries) della Grecia. Il suo capoluogo è Salonicco.
Si tratta della più vasta periferia greca per superficie.

## Geografia antropica

### Unità periferiche
1. Pella
2. Emazia
3. Pieria
4. Kilkis
5. Salonicco
6. Calcidica
7. Serres

Comprende anche lo Stato Monastico Autonomo del Monte Athos.

### Comuni
A seguito della riforma in vigore dal 1º gennaio 2011 la Grecia occidentale è divisa nei seguenti comuni:
- Alexandreia
- Almopia
- Ampelokipoi-Menemeni
- Anfipoli
- Aristotelis
- Chalkīdona
- Delta
- Dion-Olympos
- Edessa
- Emmanouil Pappas
- Iraklia
- Kalamaria
- Kassandra
- Katerini
- Kilkis
- Kordelio-Evosmo
- Langadas
- Naoussa
- Neapoli-Sykies
- Nea Propontida
- Nea Zichni
- Oreokastro
- Peonia
- Pavlos Melas
- Pella
- Polygyros
- Pydna-Kolindros
- Pylea-Chortiatis
- Salonicco
- Serres
- Sintiki
- Sitonia
- Skydra
- Thermaikos
- Thermi
- Veria
- Visaltia
- Volvi

## Prefetture
Nel vecchio sistema di suddivisioni amministrative, la periferia era divisa in 7 prefetture che corrispondono alle attuali unità periferiche dal punto di vista territoriale